# Gégény
Gégény är en ort i Ungern.   Den ligger i provinsen Szabolcs-Szatmár-Bereg, i den nordöstra delen av landet, 230 km öster om huvudstaden Budapest. Gégény ligger 99 meter över havet och antalet invånare är 2 093.
Terrängen runt Gégény är mycket platt. Runt Gégény är det ganska tätbefolkat, med 124 invånare per kvadratkilometer. Närmaste större samhälle är Kisvárda, 12,3 km nordost om Gégény. Omgivningarna runt Gégény är en mosaik av jordbruksmark och naturlig växtlighet.